# Repubblica dei Komi
La Repubblica dei Komi (in russo Республика Коми?, Respublika Komi; in komi: Коми Республика, Komi Respublika), spesso chiamata semplicemente Komi, è una repubblica della Russia con una superficie di 415900 km², che prende il nome dai Komi, popolazione autoctona. Occupa un vasto territorio, prevalentemente pianeggiante, ad ovest degli Urali, interrotto dalla catena collinare del Timani e percorso dai fiumi Kolva, Pečora, Usa, Ižma, Vyčegda e Mezen'. La foresta si alterna alla tundra ma le risorse principali della repubblica sono i giacimenti di carbone, petrolio, gas naturale, asfalto e scisti bituminosi. In crescita l'allevamento.

## Località di rilievo
Oltre alla capitale Syktyvkar, nella repubblica si trovano alcune località di un certo rilievo:
Città:
- Emva
- Inta
- Mikun
- Pečora
- Sosnogorsk
- Uchta
- Usinsk
- Verchnjaja Inta
- Vorkuta
- Vuktyl
- Chal'mer-Ju (città fantasma)

Insediamenti di tipo urbano:
- Blagoevo
- Jarega
- Komsomol'skij
- Kožva
- Krasnozatonskij
- Nižnij Odes
- Ščel'jajur
- Sedkyrkešč
- Severnij
- Sindor
- Šudajag
- Troicko-Pečorsk
- Usogorsk
- Verchnjaja Maksakovka
- Vodnyj
- Vojvož
- Vorgašor
- Zapoljarnyj
- Žešart

Villaggi:
- Koslan
- Ob"jačevo
- Synja
- Ust'-Cilma
- Ust'-Kulom
- Vil'gort
- Vizinga

## Rajon
- Ižemskij rajon
- Knjažpogostskij rajon
- Kojgorodskij rajon
- Kortkerosskij rajon
- Pečora rajon
- Priluzskij rajon
- Sosnogorsk rajon
- Syktyvdinskij rajon
- Sysol'skij rajon
- Troicko-Pečorskij rajon
- Udorskij rajon
- Ust'-Vymskij rajon
- Ust'-Kulomskij rajon
- Ust'-Cilemskij rajon
- Vuktyl rajon